# Burmawürger
Der Burmawürger (Lanius collurioides) ist ein Singvogel aus der Gattung Lanius in der Familie der Würger (Laniidae). Die mittelgroße Würgerart ist in Myanmar, in Südchina, in Teilen Thailands und Vietnams, sowie in Kambodscha und Laos  verbreitet. Nach Westen hin, räumlich durch das Mündungsdelta von Ganges und Brahmaputra getrennt, schließt das Verbreitungsgebiet des Rotschulterwürgers an, der als Schwesterart des Burmawürgers gilt.
Wie viele andere Würgerarten auch, ernährt sich die Art vor allem von Insekten und anderen Wirbellosen. Der Anteil an Wirbeltieren wie jungen Mäusen, Nestlingen und Eidechsen scheint bei dieser Art etwas größer zu sein als beim Rotschulterwürger. Das Zugverhalten der Art ist uneinheitlich: Es bestehen Population von fast ausschließlich ziehenden Burmawürgern bis zu weitgehend residenten, mit allen Abstufungen, die dazwischen liegen können. Überwinterungsgebiete und südlicher gelegene Brutgebiete überlappen weiträumig. Es werden zwei Unterarten unterschieden, von denen zurzeit keine in einer Gefährdungsstufe der IUCN aufscheint. Der Burmawürger gehört zu den wissenschaftlich am schlechtesten untersuchten Würgerarten.

## Aussehen

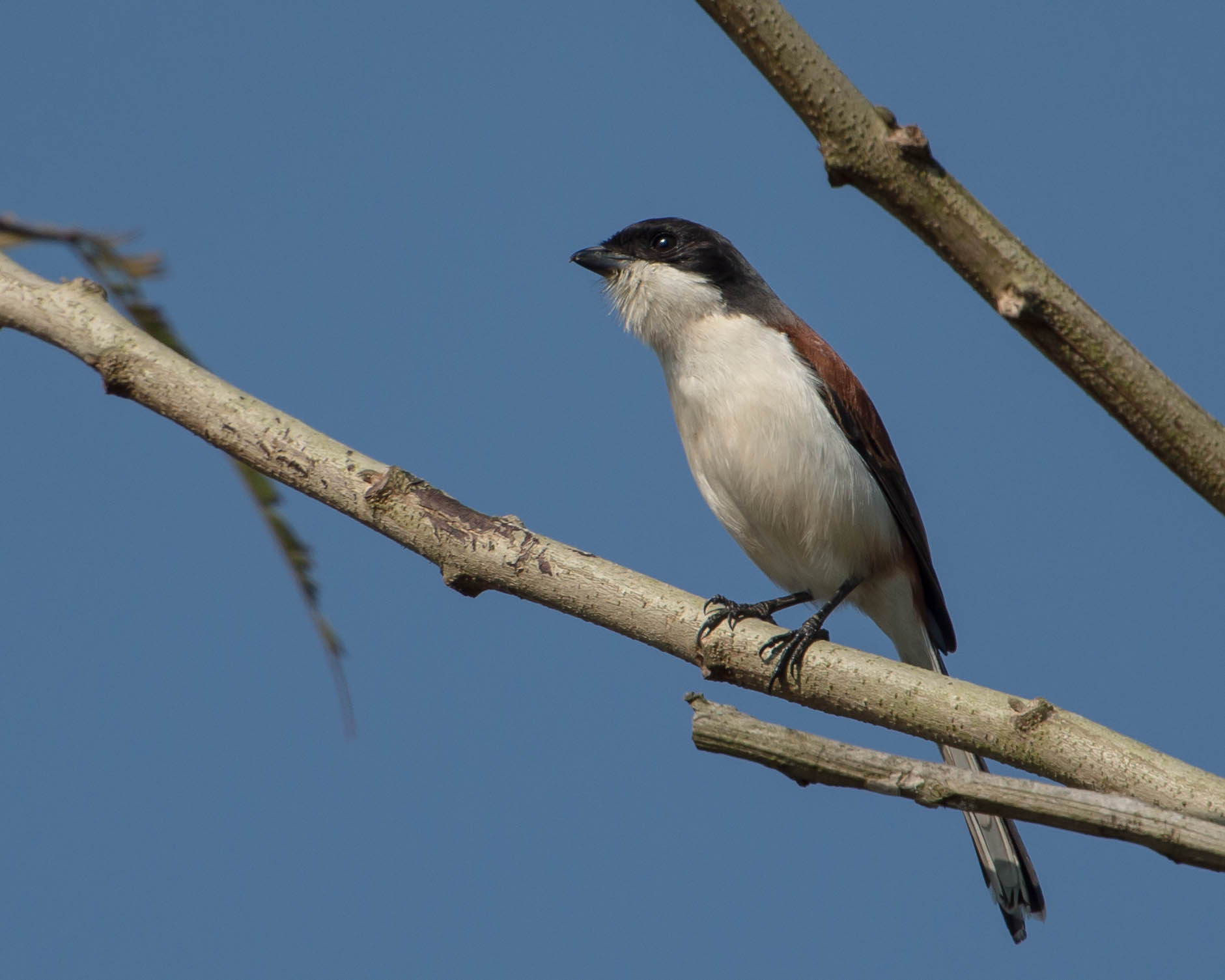
Burmawürger am Berg Doi Mae Tho bei Chiang Mai, Thailand

Der Burmawürger ist mit 20 Zentimetern Körperlänge etwas größer als ein Neuntöter, er ist jedoch schlanker als dieser und somit mit durchschnittlich 26 Gramm etwas leichter. Er ist geringfügig größer als seine Schwesterart, aber gut 20 % schwerer als diese. Die Art ähnelt stark dem Rotschulterwürger, doch ist sie insgesamt etwas dunkler, weniger kontrastreich gefärbt. Es besteht kein Geschlechtsdimorphismus bezüglich Größe und Gewicht, in Bezug auf die Färbung ist er sehr gering. Bei manchen Weibchen ist das schwarze Stirnband etwas schmaler und sie sind insgesamt etwas blasser, verwaschener gefärbt als die Männchen. Häufig zeigen Weibchen über dem Schnabelansatz weiße Nasalfedern und es kann undeutlich eine feine Bänderung im Brustbereich erkennbar sein.
Die würgertypische schwarze Gesichtsmaske bedeckt die Stirn und verläuft seitlich über Augen und Wangen bis zum Hals. Sie ist bei Männchen der Nominatform nur bei günstigen Lichtbedingungen deutlich zu erkennen, bei den etwas helleren Weibchen hebt sie sich meist deutlicher vom übrigen Kopfgefieder ab. Bei der dunkelköpfigen Unterart L. c. nigricapillus ist sie fast vollständig von der dunklen Stirn- und Scheitelkappe assimiliert. Der übrige Kopf ist dunkelgrau, bei L. c. nigricapillus fast schwarz, die Kehle weißlich. Die dunkle Graufärbung von Nacken und oberem Rücken geht verlaufend in das rötliche Kastanienbraun des Mantels und des Rückens über. Die Oberseite der Flügel ist dunkelbraun, der Bürzel ist bräunlich, die mittleren Federn des gestuften Schwanzes sind schwarz, die äußeren weiß. Die Schwingen sind schwarz, die Handschwingen im basalen Abschnitt weiß, wodurch beim sitzenden Vogel ein kleiner weißer Flügelspiegel entsteht und beim fliegenden ein weißes Flügelfeld. Der Bauch ist fast rein weiß, seitlich und zu den Flanken hin leicht rosa behaucht. Die Unterschwanzdecken sind weiß, ebenso die Unterseite der Steuerfedern, von denen einige an der Spitze schwarz gerandet sind. Der eher kleine Hakenschnabel ist dunkelgrau, zur Spitze hin schwarz, Beine und Zehen sind grauschwarz, die Iris ist rötlichbraun. Außer den schon erwähnten Unterschieden in der Färbung des Kopfes ist die Unterart L. c. nigricapillus auf der Oberseite dunkler und matter braun gefärbt. Zwischen den Geschlechtern dieser Unterart bestehen meist keine feldornithologisch auswertbaren Unterschiede.
Juvenile entsprechen weitgehend dem Färbungsschema anderer mittelgroßer, rötlichbrauner Würgerarten, sind im Feld also sehr schwer zu identifizieren. Der Kopf ist auf grauem Grund bräunlich gebändert und getupft, die Maske ist um die Ohren als bräunlicher Fleck angedeutet. Graubraun mit deutlichen Bänderungen sind auch Mantel, Rücken und Bürzel. Der Schwanz ist braun, die äußeren Steuerfedern sind etwas heller. Das helle Flügelfeld ist noch nicht entwickelt oder nur schwach angedeutet. Die Unterseite ist matt weiß bis gelbbraun mit deutlichen dunklen Bänderungen auf Brust und Flanken. Immature gleichen ausgefärbten jungen Weibchen, doch ist bei ihnen die Bänderung des Juvenilgefieders noch deutlich zu erkennen.
Soweit bekannt vermausern adulte Burmawürger nur einmal im Jahr zwischen August und Oktober das gesamte Gefieder. Juvenile vermausern Teile ihres Gefieders im Herbst.

## Lautäußerungen
Zu den Lautäußerungen dieser Art liegen relativ wenige Analysen vor. Panov stellt überraschend große Unterschiede zum Gesang des Rotschulterwürgers fest und sieht deutliche Ähnlichkeiten zu dem des Schachwürgers. Der Gesang ist ein leises, anhaltendes Dahinschwatzen mit vielen melodischen Passagen, aber auch Pfiffen und gequetscht wirkenden Elementen. Wie bei vielen Würgerarten sind in den Gesang Gesangselemente anderer Vogelarten eingefügt, sodass die Gesänge verschiedener Individuen sehr unterschiedlich klingen können. Die Rufe sind ein schrilles, häherartiges, gereihtes Kreischen.

## Verbreitung, Lebensraum und Wanderungen

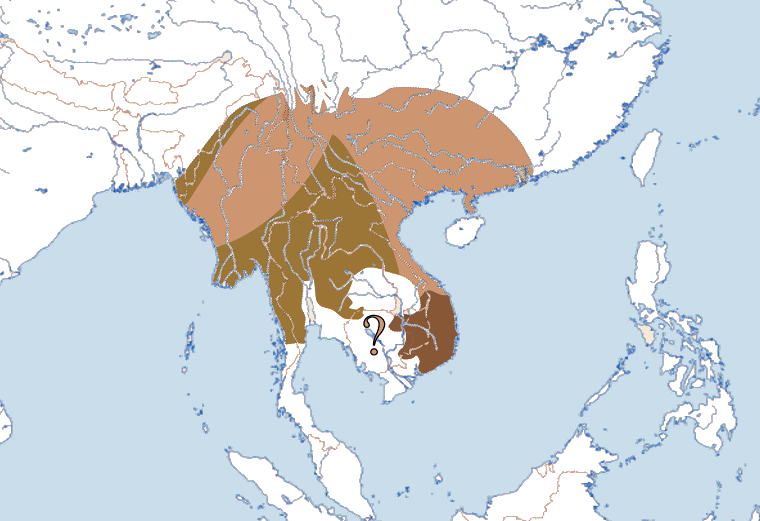
Verbreitung des Burmawürgers
rötlichbraun: Hauptsächlich Brutgebiete, die außerbrutzeitlich verlassen werden
oliv: Überwinterungsgebiete im nördlichen Teil auch Brutgebiete weitgehend residenter Populationen
dunkelbraun: Brutgebiet der weitgehend residenten Unterart L. c. nigricapillus

Der Burmawürger ist ein Brutvogel des südlichen, festländischen Ostasiens. Die genauen Verbreitungsgrenzen sind insbesondere im äußersten Nordwesten des Verbreitungsgebietes und in Südchina, vor allem aber in Kambodscha unklar. Die Art brütet in Myanmar (südwärts bis ins zentrale Tenasserim-Gebirge), in West- und Zentral-Yunnan, in Ost- und Süd-Guizhou, im südwestlichen Guangdong, sowie in Nordwest- und West-Thailand, Laos, im östlichen Kambodscha sowie in Vietnam mit der wahrscheinlichen Ausnahme des südlichsten Teiles. Brutvorkommen im äußersten Nordosten Indiens werden für möglich gehalten, sind aber nicht gesichert, dasselbe gilt für mögliche Brutvorkommen im östlichen Kambodscha, sowie für Überwinterungsvorkommen im übrigen Teil des Staates. Die Art ist in den Brutgebieten vollkommen von der Schwesterart getrennt, in den westlichsten Überwinterungsgebieten des Burmawürgers könnte es gelegentlich zu Sympatrie mit dem Rotschulterwürger insbesondere im Bereich des Ganges-Brahmaputra-Deltas kommen.
Der Burmawürger besiedelt die Küstenebenen und Höhenlagen bis 1800 Metern in Myanmar, 2400 Metern im Süden Vietnams und 2500 Metern in Südchina. Bevorzugt scheinen die Höhenlagen zwischen 600 und 1830 Metern zu werden. Burmawürger kommen im semiariden Buschland sowie in offenen Waldgebieten vor, sie besiedeln baumbestandene Alleen entlang von Straßen oder Wegen, baumbestandene, oder verbuschte Feldraine, und dringen in die Außenbezirke von menschlichen Siedlungen vor. Zu Siedlungsdichten und Raumbedarf fehlen fast alle Angaben. Zumindest lokal können jedoch recht hohe Bestandsdichten erreicht werden: Auf einer 400 Meter langen Messstrecke entlang der Basis eines Hügels wurden 4 Brutpaare festgestellt.
Das Zugverhalten des Burmawürgers ist in seinen Einzelheiten nicht genau erforscht. Relativ dichte Wintervorkommen im Süden, Südosten, zum Teil auch Westen und Südwesten des Verbreitungsgebietes zeigen, dass viele Populationen aus anderen Brutgebieten diese nach der Brutzeit verlassen. Die meisten Vögel des nördlichen Myanmar verlassen nach der Brutzeit im Juni/Juli die Brutgebiete und ziehen in die Ebenen des Südens und auf die Malaiische Halbinsel südwärts bis Prachuap Khiri Khan. Nur wenige Population, vor allem solche der Niederungen, verbleiben im Brutgebiet. Die südchinesischen Burmawürger und jene aus dem Norden und Nordwesten Vietnams sind weitgehend Standvögel, die nur kleinräumige Wanderungen unternehmen. So ziehen die Vögel der Hochlagen in tiefer gelegene Gebiete. Dasselbe gilt für die Populationen der Unterart L. c. nigricapillus.

## Nahrung und Nahrungserwerb
Wie bei allen anderen kleinen und mittelgroßen Würgerarten auch, bilden Insekten sowohl von der Anzahl als auch vom Gesamtgewicht der Beutetiere her den überwiegenden Teil der Nahrung. Alle leicht erreichbaren Insektenarten ab einem gewissen, für die Energieeffizienz der Art maßgebenden Wert werden erbeutet. Für den Burmawürger scheinen Heuschrecken einen besonders wichtigen Nahrungsbestandteil darzustellen. Beim Massenschwärmen von Termiten wurden mehrere Individuen bei der Nahrungsaufnahme an einem Termitenbau beobachtet. Kleine Wirbeltiere, wie Mäuse, Geckos und Nestlinge gehören ebenfalls ins Nahrungsrepertoire der Art, sind aber weder mengen- noch gewichtsmäßig bedeutsam.
Burmawürger jagen vor allem von einem um die zwei Meter über dem Erdboden liegenden Ansitz aus. Erspähen sie ein Beutetier, schlagen sie es am Boden und verzehren es auch dort, oder kehren mit dem Beutetier zum selben, oder einem anderen Ansitz zurück. Am Boden hüpfen sie beidbeinig; ob sie Beutetiere über längere Distanzen verfolgen, oder überhaupt am Boden jagen, ist nicht bekannt. Es wird vermutet, dass Burmawürger Spießplätze anlegen, dokumentiert wurde dies bei dieser Art bisher jedoch nicht.

## Verhalten und Brutbiologie
Sowohl zum allgemeinen Verhalten, wie auch zum Balz- und Brutverhalten fehlen detaillierte Untersuchungen. Burmawürger sind tagaktiv und territorial. Kleinere Ansammlungen mehrerer Individuen wurden beobachtet, ohne dass klar wurde, ob es sich dabei um Familiengruppen oder um die bei Würgern nicht selten zu beobachtenden Versammlungen adulter Vögel handelte.
Das Nest ist in seiner Größe sehr variabel. Es wird ausschließlich aus weichen Materialien, vor allem aus Gras unter Mitverwendung allerlei menschlicher Abfälle, wie Stoffresten und Plastik, meist in Höhen zwischen 1,5 und 3 Metern, gelegentlich aber auch bedeutend höher in Büschen oder Bäumen, insbesondere Fichten und Kiefern, errichtet. Innen ist es vor allem mit Federn ausgelegt und außen oft mit Spinnweben getarnt. Das Gelege besteht aus 3–6 (meist 5) Eiern von grünlich weißer, gelblicher oder schmutzig weißer Grundfarbe, die zur Gänze, besonders aber am spitzen Ende gelbbräunlich gefleckt sind. Zu Brutdauer, Nestlingszeit und Bruterfolg liegen keine Angaben vor.
Die Brutperiode erstreckt sich von März bis Juni. Die Hauptlegezeiten liegen in Myanmar im April und Mai, in Südchina im Juni. Im Süden und in den Niederungsgebieten des Nordens sind wahrscheinlich zwei Jahresbruten die Regel.

## Systematik
Die genaue verwandtschaftliche Stellung des Burmawürgers innerhalb der Gattung Lanius ist ungeklärt. Als wahrscheinlich gilt, dass der Rotschulterwürger eine Schwesterart darstellt. Ob die beiden in die Nähe der Lanius collurio – Lanius phoenicuroides − Lanius isabellinus – Gruppe zu stellen sind, ist trotz mancher Ähnlichkeiten auf Grund wesentlicher Unterschiede in Bezug auf Gesang und Verhalten fraglich. Zurzeit werden zwei recht gut differenzierte Unterarten unterschieden (Beschreibung im Kapitel Aussehen):
- Lanius collurioides collurioides Lesson, 1831 : Fast das gesamte Verbreitungsgebiet
- Lanius collurioides nigricapillus  Delacour, 1926 : Südliches Zentral- und Südvietnam – Vorkommen wahrscheinlich auch im angrenzenden östlichen Kambodscha.

## Bestand und Gefährdung
Es liegen keine quantitativen Daten vor, und auch Populationstrends fehlen. Für einige Regionen, z. B. Kambodscha fehlen praktische alle Daten, die eine seriöse Bestandseinschätzung ermöglichen würden. Zumindest regional, wie zum Beispiel in einigen Teilen Vietnams, Myanmars, Thailands und Laos scheint die Art durchaus häufig zu sein. Dies gilt offenbar nicht für Südchina, wo der Burmawürger seltener beobachtet wird. Diese Würgerart könnte von der in ihrem Lebensraum weit verbreiteten Abholzung der Primärwälder profitieren; die nachwachsenden, oft erodierten Buschregionen oder lichten Sekundärwälder bieten neue, der Art entgegenkommende Lebensräume. Der Burmawürger wird von der IUCN als ungefährdet (LC = least concern) eingestuft.